# Păvărani

## Istoric
În vremea anului 1908, în sudul României apărea prima denumire si explicație a unei ridicaturi de pămînt, o explicație ceruta de către neamul Gostinarilor. In vremea anului 1909 neamul Gostinarilor impreuna cu cel al Radovanilor trimit o scrisoare către Păvaranov Velcev, cetățean bulgar geograf, în care se cerea ca această ridicătură de pămînt a sudului de romînie ce se intinde de la neamul Merenarilor (Teleorman) si pîna la neamul Eptoh de lîngă dunare, să capete o denumire. In vreamea anului 1927 Ridicătura de Pământ a căpătat un prim nume de la neamul Mironeștilor care au hotărît cu neamul Gostinarilor sa ramana Păvarani dupa ce Păvaranov Velcev a rămas in Puțu Greci (Eptoh). Așa a rămas rostită denumirea acestei Ridicături de Pământ pînă în 1952 cand neamul Gostinarilor a tranformat-o în denumirea actuala, "La Coată".
Detalii geografice : 
44° 1'36.11"N   25°23'45.79"E zona de vest , zona de unde încep Păvaranii.
44° 7'13.87"N   26°31'17.55"E zona de est , zona unde se termina Păvăranii.
Gruparea ; Ridicătura Merenarilor , Ridicătura la Plopi , Ridicătura Iepurarilor , Ridicătura Budenilor , Ridicătura Grătarele , Ridicătura Mironeștilor , Ridicătura lui Radovan , Ridicătura Eptoh
Lungimea : 76Km